# Silvestro Belli
Silvestro Belli (Anagni, 29 de dezembro de 1781 - Jesi, 9 de setembro de 1844) foi um cardeal italiano.

## Biografia
Nasceu em Anagni em 29 de dezembro de 1781. De família patrícia. Filho de Tommaso Belli e Diomira Rinaldi. Seu irmão Francesco foi auditor (1816) e internúncio da nunciatura em Lucerna (1818-1819) e faleceu em 1820. Seu primeiro nome também consta como Silvester.
Estudou no Seminário de Anagni; e mais tarde, com Canon Carticoni. Estudou Direito em Roma.
Foi secretário do Bispo de Anagni, Giovanni Devoti (1800). Cônego coadjutor da Catedral de Anagni (1803). Professor de Física, Metafísica e Matemática do Seminário de Anagni (1804). cônego titular da catedral de Anagni (1811); depois professor de filosofia e reitor do Seminário até 1817. Ainda cônego coadjutor de Anagni, prestou juramento de fidelidade ao imperador Napoleão I da França, como quase todo o clero da diocese, seguindo as instruções do então bispo Gioacchino Tosi (então suspenso em 1815), e em 1814 teve que se retratar. Ingressou ao serviço da Cúria Romana como camareiro particular supranumerário. Somistada SC de Propaganda Fide (1820) e censor da Academia de Religião Católica (1822). Secretário da Comissão Apostólica para a Holanda (1823-1825). Cônego beneficiário da Basílica Patriarcal do Vaticano e auditor do Cardeal Ignazio Nasalli. Pro-sigillatore da Penitenciária Apostólica (1826-1832). Roupão com nomepelo Papa Pio VIII antes de 4 de abril de 1829. Prelado doméstico de Sua Santidade, 2 de julho de 1830. Tenente civil do tribunal do Vicariato de Roma, 2 de julho de 1830. Referendário do Tribunal da Assinatura Apostólica de Justiça, 15 de julho , 1830. Nomeado prelado da SC da Imunidade Eclesiástica antes de 4 de setembro de 1830. Nomeado delegado apostólico em Benevento antes de 25 de junho de 1831; em Orvieto, antes de 5 de outubro de 1831 e em Fermo, antes de 27 de junho de 1832. Chamado de volta a Roma, foi nomeado cônego da patriarcal basílica vaticana em 29 de junho de 1834. Substituto de assuntos internos na Secretaria de Estado, 1º de agosto de 1834. Secretário da SC Consistorial e do Sagrado Colégio dos Cardeais, 11 de julho de 1836. Assessor da SC da Suprema SC do Santo Ofício, antes de 3 de novembro de 1838. Examinador dos bispos em direito canônico, 18 de dezembro de 1839.
Criado cardeal e reservado in pectore no consistório de 14 de dezembro de 1840; publicado no consistório de 12 de julho de 1841; recebeu o gorro vermelho e o título de S. Balbina, a 15 de julho de 1841.
Eleito bispo de Iesi em 24 de janeiro de 1842. Consagrado em 24 de fevereiro de 1842, na igreja de S. Lorezno em Damaso, Roma, pelo cardeal Carlo Pedicini, auxiliado por Fabio Maria Asquini, arcebispo titular de Tarso, e por Stefano Scerra, bispo titular de Orope.
Morreu em Iesi em 9 de setembro de 1844. Exposto e enterrado na catedral de Iesi.